# Неониловка
Неониловка — село в Глушковском районе Курской области. Входит в состав Марковского сельсовета.

## География
Село находится на реке Колодеж (правый приток Сейма), в 1,5 км от российско-украинской границы, в 136 км к юго-западу от Курска, в 26,5 км к северо-западу от районного центра — посёлка городского типа Глушково, в 1,5 км от центра сельсовета — села Дроновка.
Климат
Неониловка, как и весь район, расположена в поясе умеренно континентального климата с тёплым летом и относительно тёплой зимой (Dfb в классификации Кёппена).
Часовой пояс
Село Неониловка, как и вся Курская область, находится в часовой зоне МСК (московское время). Смещение применяемого времени относительно UTC составляет +3:00.

## Население
| 2002 | 2010 |
| ---- | ---- |
| 197  | ↘115 |

## Инфраструктура
Личное подсобное хозяйство. В селе 65 домов.

## Транспорт
Неониловка находится в 11,5 км от автодороги регионального значения 38К-040 (Хомутовка — Рыльск — Глушково — Тёткино — граница с Украиной), на автодорогe межмуниципального значения 38Н-123 (Карыж — ст. Неониловка возле одноимённого села — граница с Украиной), возле ближайшего ж/д остановочного пункта Неониловка (линия Хутор-Михайловский — Ворожба). Остановка общественного транспорта.
В 183 км от аэропорта имени В. Г. Шухова (недалеко от Белгорода).